# Червонокам'янська сільська рада
| Червонокам'янська сільська рада — колишній орган місцевого самоврядування у Олександрійському районі Кіровоградської області з адміністративним центром у с. Червона Кам'янка. Сільській раді підпорядковані населені пункти: - с. Червона Кам'янка - с. Ялинівка |

## Склад ради
Рада складається з 16 депутатів та голови.

### Керівний склад ради
| ПІБ                          | Основні відомості                                                                           | Дата обрання | Дата звільнення |
| ---------------------------- | ------------------------------------------------------------------------------------------- | ------------ | --------------- |
| Осипенко Анатолій Якович     | Сільський голова, 1952 року народження, освіта, безпартійний                                | 26.03.2006   | 31.10.2010      |
| Бесараб Тетяна Олександрівна | Сільський голова, 1957 року народження, освіта вища, Всеукраїнське об'єднання 'Батьківщина' | 31.10.2010   | 25.10.2015      |

Примітка: таблиця складена за даними джерела

## Населення
Згідно з переписом УРСР 1989 року чисельність наявного населення сільської ради становила 2487 осіб, з яких 1111 чоловіків та 1376 жінок.
За переписом населення України 2001 року в сільській раді мешкало 2288 осіб.

### Мова
Розподіл населення за рідною мовою за даними перепису 2001 року:
| Мова       | Відсоток |
| ---------- | -------- |
| українська | 95,96 %  |
| російська  | 2,85 %   |
| молдовська | 0,35 %   |
| вірменська | 0,26 %   |
| білоруська | 0,22 %   |
| угорська   | 0,13 %   |
| болгарська | 0,04 %   |
| німецька   | 0,04 %   |